# Friede von Nisibis
Als Friede von Nisibis bezeichnet die moderne Forschung den Vertrag, der im Jahr 298 zwischen Römern und Sassaniden geschlossen wurde. Manchmal wird er zur Unterscheidung vom Frieden von 363 auch als „Erster Frieden von Nisibis“ bezeichnet. In der älteren (und vereinzelt noch in der neueren) Forschung wurde er mitunter auch auf das Jahr 299 datiert. 

## Vorgeschichte
Das 3. Jahrhundert war seit 231 von heftigen Kämpfen zwischen dem Imperium Romanum und dem Neupersischen Reich der Sassaniden geprägt gewesen (siehe Römisch-Persische Kriege). Kaiser Diokletian hatte das Römische Reich dann seit 284 wieder stabilisiert und seinen Unterkaiser (Caesar) Galerius 296 mit einem Feldzug gegen die Perser unter ihrem Großkönig Narseh beauftragt, der die Römer provoziert hatte. Eine erste Attacke der Römer endete 297 in einer schweren Niederlage; doch 298 gelang es Galerius, Narseh in der Schlacht bei Satala entscheidend zu schlagen und mit dem Tross auch den Harem des Großkönigs in seine Gewalt zu bringen. Unter diesen Bedingungen musste Narseh um Frieden bitten.

## Der Vertrag
Die beste Quelle für das Abkommen ist ein bei Petros Patrikios überliefertes Fragment (fr. 13f.). Petros schrieb zwar über 250 Jahre nach den Ereignissen, verfügte aber über Zugang zum kaiserlichen Archiv, weshalb man seinen Bericht in der Regel für zuverlässig hält. 
Die Verhandlungen führte Galerius mit Apharban, einem hohen persischen Würdenträger und Kommandeur der Leibgarde. Der Caesar, der die eigentlichen Gespräche bald seinem magister memoriae Sicorius Probus überließ, befand sich in einer Position der Stärke; die letztlich getroffenen Abmachungen waren daher schmachvoll für die Sassaniden: Vor allem wurde festgelegt, dass fortan grundsätzlich der Tigris die Grenze zwischen den beiden spätantiken Großmächten markieren solle, aber zudem auch Gebiete östlich dieses Flusses römischer Kontrolle unterstehen sollten (die so genannten regiones Transtigritanae).
Die Gebiete Ingilene, Sophene, Arzanene, Gordyene und Zabdikene, „also das Gebiet nördlich des römischen Mesopotamiens, damit nördlich des Izalas-Gebirge und östlich vom Euphrat zu beiden Seiten des oberen Tigris über den Nymphios weg und mit Korduene ostwärts bis an die Grenze von Atropatene“, wurden damit an Rom abgetreten. Jedoch wurden diese offenbar nicht direkt von Rom regiert, sondern in Form der im Orient üblichen Satrapienverwaltung. Ganz Nordmesopotamien sollte wieder unter römischer Herrschaft stehen und der Tigris die natürliche Grenze sein. Armenien erhielt den befestigten Ort Zintha an der Grenze Mediens als Ausgleich für die an Rom abgetretenen armenischen Gebiete. Das sassanidische Reich musste die römische Oberhoheit über Armenien anerkennen. Das Königreich Iberien, im Kaukasus nördlich von Armenien gelegen, wurde ein Klientelreich Roms, das die Insignien seines Königtums vom römischen Kaiser empfing. Damit hatte Rom die Kontrolle über die strategisch wichtigen Kaukasuspässe, die im Notfall geschlossen werden konnten. Des Weiteren sollte Nisibis fortan der einzige Umschlagsplatz für den Handel zwischen beiden Reichen sein. Nur bei dem letzten Punkt erhob Narseh Einwände. Als Sicorius Probus erklärte, er sei nicht befugt, die kaiserlichen Bedingungen zu ändern, akzeptierte Narseh schließlich notgedrungen. Rom wurde in dem Vertrag offenbar einzig die sichere Überführung der königlichen Familie auferlegt. Die Verhandlungen zogen sich lange hin, so dass der Friedensschluss vermutlich erst spät im Jahr 298 (wenn nicht erst 299) zustande kam. 
Die ältere Forschung hat oft die vermeintliche Mäßigung der römischen Seite herausgestrichen und betont, angesichts der verzweifelten Lage des Königs – auch seine Frauen und Kinder befanden sich in der Hand des Galerius – hätten die Römer noch weitaus mehr verlangen können. Diese Position wird weiterhin vertreten (etwa von Engelbert Winter). Nicht selten wird heute allerdings eher davon ausgegangen, dass der Vertrag von Nisibis von den Persern als tiefe Schmach angesehen wurde, von den Römern wohl auch als Demütigung beabsichtigt war und den Keim für neue Konflikte in sich barg. Diokletian jedenfalls ahnte wohl, dass die Sassaniden versuchen würden, den Vertrag zu revidieren, da sie sich keinesfalls mit ihm zufriedengeben konnten. Er begann die Grenzbefestigungen zu verstärken, errichtete die Strata Diocletiana und ließ die Grenztruppen aufzustocken. Deshalb kann man eher von einem aufgeschobenen Krieg als von einem wirklichen Frieden sprechen, obwohl dieser Zustand bis 337, also bis zum Tod von Konstantin I., anhielt: In den Jahrzehnten nach 300 durchlebte Persien eine Schwächephase, die einen Revanchekrieg zunächst unmöglich machte. Vor allem die Existenz römischer Gebiete östlich des Tigris war aber für die Sassaniden inakzeptabel, und so führte König Schapur II. im 4. Jahrhundert mehrere Jahre lang Krieg gegen die Römer, bis ihm im Frieden von 363 tatsächlich die Rückgewinnung der 298/99 verlorenen Gebiete (und mehr) gelingen sollte.